# Poachelas striatus
Espèce
Poachelas striatus est une espèce d'araignées aranéomorphes de la famille des Trachelidae.

## Distribution
Cette espèce est endémique d'Afrique du Sud. Elle se rencontre en État-Libre, au Cap-Oriental, au Cap du Nord et au Mpumalanga.

## Description
Les mâles mesurent de 2,63 à 3,25 mm et les femelles de 3,10 à 3,58 mm.

## Publication originale
- Haddad & Lyle, 2008 : Three new genera of tracheline sac spiders from southern Africa (Araneae: Corinnidae). African Invertebrates, vol. 49, no 2, p. 37-76.